# Clayman Hollow
De Clayman Hollow (ook Clayman Valley genoemd) is een dal in de Amerikaanse staat Virginia, vlak bij de grens met Tennessee. Het vrij kleine dal maakt deel uit van de Appalachen en ligt net buiten de stad Bristol.

## Geografie

### Situering
De Clayman Hollow bevindt zich in Washington County, een county in het uiterste zuidwesten van Virginia. De county ligt te midden van het zogenaamde Ridge and Valley-gedeelte van de Appalachen, dat gekenmerkt wordt door opeenvolgende parallelle reeksen van bergkammen en valleien. 
Het dal bevindt zich een kilometer ten noordwesten van de autosnelweg I-81 (U.S. Route 58), die de noordgrens van de stad Bristol vormt.

### Omschrijving
Het dal is van west naar oost iets meer dan een kilometer lang en is ongeveer 400 m breed. Het ligt geprangd tussen enerzijds de bergkam Big Ridge in het noorden en anderzijds de heuvelrug Clayman Ridge in het zuiden.
De bodem van de Clayman Hollow ligt op 581 m boven zeeniveau, tegenover de Big Ridge en de Clayman Ridge die tot respectievelijk 722 m en 620 m boven zeeniveau uitreiken.
Het kleine dal is enkel bereikbaar via de 1,6 km lange Clayman Valley Road, een doodlopend fragment van Virginia State Route 639. In het dal en langs die voornoemde toegangsweg staan een 20-tal relatief verspreid gelegen woningen. Deze worden gezamenlijk onder de naam Clayman Valley ook wel als een gehucht binnen Washington County beschouwd, zij het zonder enige officiële erkenning.
Het dal wordt afgewaterd door een naamloze beek die parallel aan de Clayman Valley Road stroomt.